# ミハイル3世シシュマン
ミハイル3世シシュマン（ブルガリア語: Михаил III Шишман、1280年以後 - 1330年7月31日）は、第二次ブルガリア帝国の皇帝（ツァール、在位1323年 - 1330年）。正確な生年は不明であるが、1280年から1292年の間に生まれたと考えられている。
ミハイル3世は第二次ブルガリア帝国の最後の王朝であるシシュマン朝の建国者であるが、即位直後にはアセンの名前を名乗り、第二次ブルガリア帝国最初の王朝であるアセン朝との繋がりを強調した。
ミハイル3世は精力的かつ野心的な君主であり、敵対する東ローマ帝国とセルビア王国に硬軟織り交ぜた外交政策を展開したが、1330年7月28日のヴェルブジュドの戦いで敗れ、陣没した。バルカン半島におけるブルガリア帝国の政治的・軍事的覇権の回復を目指して活動し、また東ローマ帝国の首都コンスタンティノープルの占領を試みた最後の中世ブルガリア世界の君主だった。
彼の死後、子のイヴァン・ステファン、次いで甥のイヴァン・アレクサンダルが跡を継ぎ、イヴァン・アレクサンダルはミハイル3世の政策を翻してセルビアと同盟を結んだ。

## 生涯

### 皇帝即位前

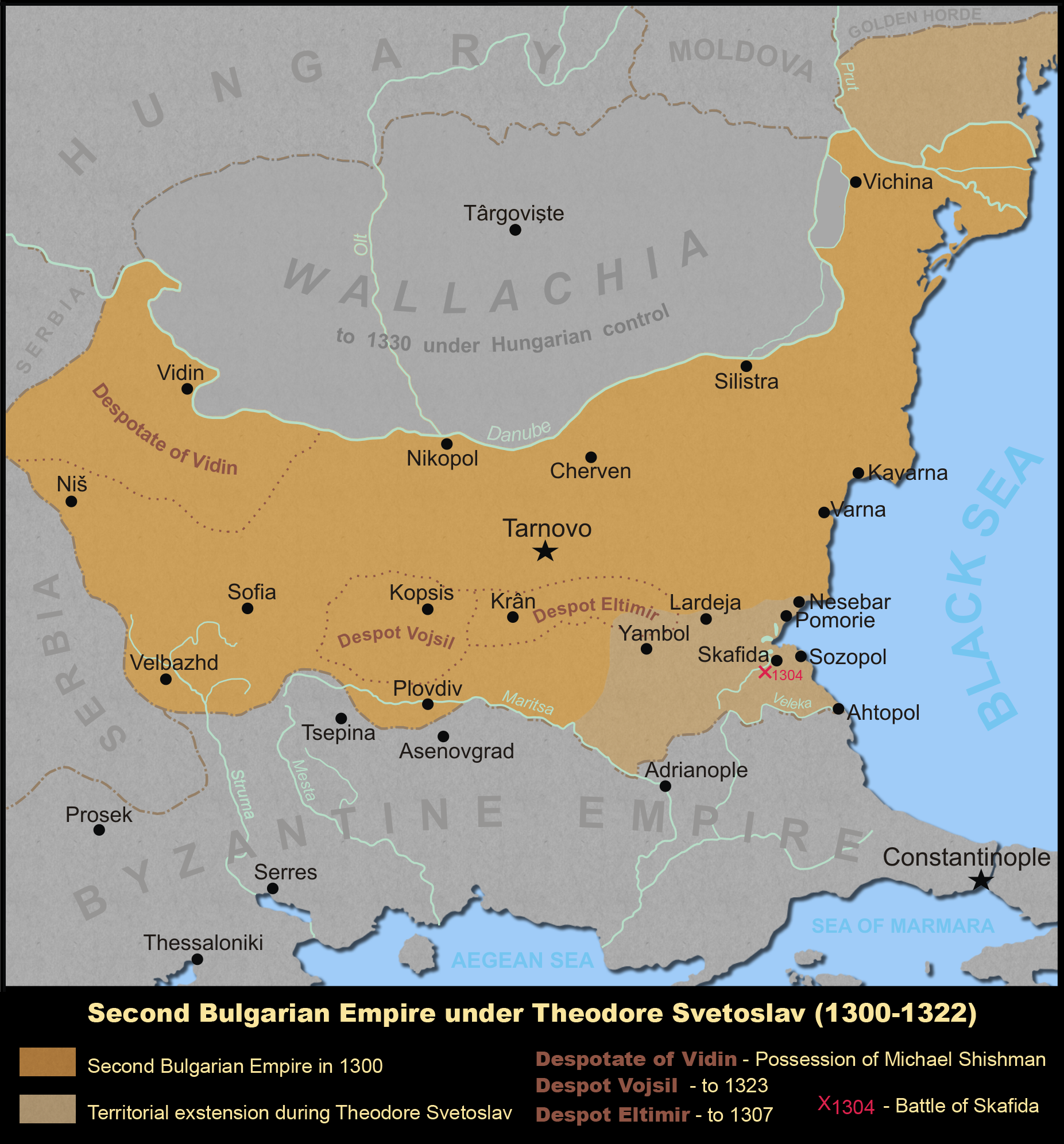
14世紀初頭のブルガリア帝国の支配領域

1280年から1292年の間にヴィディンのデスポト・シシュマンの子として生まれる。母は尊厳公（セヴァストクラトル）ペタルとアセン家出身のブルガリア皇帝イヴァン・アセン2世の娘アンナ・テオドラとの間の娘である。テルテル家出身の皇帝テオドル・スヴェトスラフとゲオルギ2世テルテルは遠戚にあたる。
13世紀中葉からヴィディンとその一帯は強力なブルガリア人領主の統治下でブルガリア帝国から半ば独立した状態になり、ヤコブ・スヴェトスラフ（1276年/77年没）、シシュマン、ミハイル3世らがヴィディンを支配していた。シシュマン親子はテオドル・スヴェトスラフからdespotēsの高位を授与され、同時代のヴェネツィアの史料はミハイル3世を「ブルガリアのデスポト、ヴィディンの君主」と呼んでいた。
1292年にミハイル3世の父シシュマンがセルビア王ステファン・ウロシュ2世ミルティンと和約を結んだ後、1298年（1299年）にミハイル3世はウロシュ2世の娘アンナ・ネダと結婚する。
ウロシュ2世の死後、ミハイル3世はブルガリア帝国の首都タルノヴォにおいて積極的に政治活動に参加することができるようになった。間も無くミハイル3世は宮廷の有力貴族の一員に加わり、1323年に若いゲオルギ2世が子を遺さず没すると、ミハイル3世は貴族たちによって皇帝に擁立される。ミハイル3世が皇帝に擁立された理由について、何人かの歴史家たちは彼が貴族たちに擁立されたのはアセン家の血を引いているためであり、貴族たちにアセン家に代わる新たな王朝の創始者を選出する意図は無かったと推測している。
ミハイル3世の皇帝即位後、彼の義兄弟であるベラウルがヴィディンの統治者の地位を継承した。

### 対東ローマ戦争
ゲオルギ2世の急死はブルガリアに混乱と動揺をもたらし、東ローマ皇帝アンドロニコス3世はブルガリアの窮地を好機ととらえた。東ローマ軍はトラキア北部に侵入し、ヤンボル、ソゾポル（ソゾポリス）などの重要な都市を占領した。東ローマの侵攻と同時に、かつてのブルガリア皇帝の兄弟スミレツの兄弟ヴォイシルはブルガリアの領主でありながら東ローマに与し、クランを本拠地としてスリヴェンからKopsisに至る範囲のバルカン山脈とスレドナ・ゴラ山脈の間の峡谷部を支配した。アンドロニコス3世がフィリッポポリス（現在のプロヴディフ）に包囲を敷いている時、新たに即位したミハイル3世はアンドロニコスを迎撃するため南に進軍した。
Ivan the Russianが率いる守備隊の抗戦により、東ローマ軍のフィリッポポリス包囲は失敗に終わる。東ローマ軍がフィリッポポリスに引き付けられている間、ミハイル3世は北東トラキアに進軍して奪われた都市を解放し、東ローマ軍を撤退に追いやった。
ミハイル3世はアンドロニコス3世の軍を撤退させることができたものの、フィリッポポリスはブルガリア側の守備の隙をついた東ローマ軍によって占領される。フィリッポポリスの喪失にもかかわらずミハイル3世はヴォイシルを破り、1324年に前年まで東ローマの下に置かれていた北・北東トラキアの支配を回復した。同年、ミハイル3世はマリツァ川下流域の東ローマ領に侵入する。十分な兵力を集められなかったアンドロニコス3世はブルガリア軍の迎撃に出ることができず、アンドロニコス3世は決闘で雌雄を決することをミハイル3世に提案した。後の東ローマ皇帝ヨハネス6世カンタクゼノスは、この時のミハイル3世の返答を以下のように記している。
| 「 | やっとこを使わずに自らの手で熱い鉄をつかむ鍛冶屋は愚か者である。 強大な大軍の代わりに自分自身の身体を危険に晒すような真似をすれば、鍛冶屋と同じ愚か者としてブルガリア国民の笑いものになるだろう。 | 」 |

アンドロニコス3世はミハイル3世の返答、自身の策略が失敗に終わったことに憤怒したと言われている。しかし、アンドロニコス3世が共治帝でもある祖父アンドロニコス2世と対立していることを知ったミハイル3世は、アンドロニコス3世に祖父との戦争の際には援助を提供することを仄めかし、アンドロニコス3世と交渉の約束を交わしてブルガリアに帰国した。

### 東ローマとの和平、内戦への干渉
ブルガリアの東ローマ領への侵入を咎める名目でコンスタンティノープルにブルガリアの使者が呼び出されたにもかかわらず、早々にブルガリアとアンドロニコス3世の間で交渉が行われた。ミハイル3世はセルビア出身の妃アンナ・ネダとの離婚、テオドル・スヴェトスラフの寡婦テオドラ・パレオロギナとの再婚を決定する。ミハイル3世が2つの決定を下した正確な理由は不明であるが、多くの歴史家はセルビアのマケドニア進出のため、ブルガリアとセルビアの関係が悪化したためだと推定している。
婚姻によってブルガリアと東ローマの同盟が成立したが、同時にミハイル3世はセルビアとの戦いに備えて東ローマに譲歩をすることになり、二国の国境はフィリッポポリス・チェルメノン（現在のオルメニオ）・ソゾポリスのラインに策定される。1324年秋に二国は友好条約に調印し、ブルガリアと東ローマの間に数年の間の平穏が訪れる。この条約により、ブルガリアはバルカン山脈の南、北トラキア、ザゴリアなどを回復する。
1327年、ミハイル3世は東ローマ帝国内のアンドロニコス3世とアンドロニコス2世の内訌に干渉する。義兄弟のアンドロニコス3世の政敵であるアンドロニコス2世はセルビアの支援を受けていた。ミハイル3世はアンドロニコス3世とチェルメノンで会談を行い（チェルメノン条約）、反セルビアの協定を結んだ。条約において、アンドロニコス3世は単独の皇帝となった後にブルガリアに領土の割譲と多額の報酬の支払いを約束した。
チェルメノン条約によってアンドロニコス3世はマケドニアの支配権を獲得するが、東ローマの内戦の長期化を望むミハイル3世はアンドロニコス2世と交渉を行い、軍事支援と引き換えに資金と国境地帯の都市の割譲を約束された。ブルガリアからIvan the Russianが率いる3,000の騎兵隊がコンスタンティノープルの宮殿とアンドロニコス2世の護衛として派遣されたが、ミハイル3世が派遣した援軍はコンスタンティノープルの占領とアンドロニコス2世の捕獲を真の目的としていた。しかし、アンドロニコス2世はアンドロニコス3世から警告を受け、ブルガリア軍を慎重に首都から遠ざけていった。計画を見破られたことを知ったミハイル3世は、「命令を迅速に実行するべきだった」という意味を持つ焼け焦げた羽根を添えて、Ivan the Russianに退却を命じる手紙を送った。
アンドロニコス3世が祖父に勝利した後も、ミハイル3世はいくつかの東ローマ領の都市の占領を試みている。1328年6月にミハイル3世はトラキアの東ローマ領に侵入し、Vize（en）近辺で略奪を行ったが、アンドロニコス3世の進軍を知ると撤退する。アドリアノープル（現在のエディルネ）に進軍したブルガリアの別動隊も交戦をすることなく撤退し、1328年10月の平和協定の更新において、ミハイル3世は多額の賠償金の支払いを要求される前に帰国した。だが、ブルガリアは軍事作戦の初期段階において占領したBukelon（en）の要塞を東ローマに返還しなければならなかった。
翌1329年初頭、ミハイル3世はマケドニアで勢力を拡大しつつあるセルビアに対抗するため、アンドロニコス3世に会談の開催を要請した。ソゾポリスとAnchialusの間に位置するKrimniにおいて、ブルガリアと東ローマは「恒久的な和平と永遠の同盟」を約束した。

### セルビアとの関係
14世紀初頭までブルガリアとセルビアは緊密な関係にあったが、1324年のミハイル3世とアンナ・ネダの離婚により、両国の関係は冷え切ったものとなっていた
。アンナ・ネダは息子を連れてタルノヴォを離れなければならず、兄であるセルビア王ステファン・ウロシュ3世デチャンスキの元に亡命した。
ウロシュ3世は従兄弟のステファン・ヴラディスラヴ2世との抗争に直面しており、ミハイル3世と敵対する立場には無かった。ミハイル3世はウロシュ3世を競争者と見做してはいたものの、ウロシュ3世の当面の敵であるヴラディスラヴ2世に十分な援助を提供しなかった。1324年春、ウロシュ3世は後にセルビア大司教となるダニーロ2世をタルノヴォの宮廷に使節として派遣したが、ダニーロ2世は使命を達成することができなかった。さらに1327年からの東ローマ帝国内の内訌においては、セルビアはアンドロニコス2世を支持し、アンドロニコス3世を支持するブルガリアと敵対する立場をとっていた。。

### ヴェルブジュドの戦い

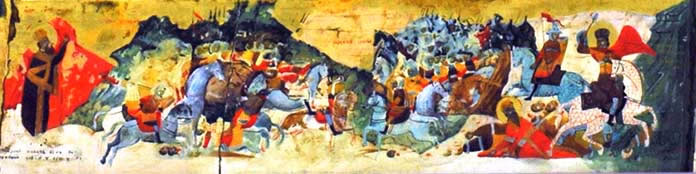
ヴェルブジュドの戦い

1329年の東ローマとの同盟の締結後、セルビア軍がオフリドで略奪を行う中、ミハイル3世は遠征の準備を進める。セルビアの年代記は、ミハイル3世がウロシュ3世に服従を強く求め、「セルビアの中心に私の玉座を置こう」と脅迫したことを伝えている。
1330年、南からセルビアに進軍するアンドロニコス3世の軍と共に、ミハイル3世はワラキア、モルダヴィアなどの同盟国の軍を含む15,000の兵士を率いて遠征を行った。最初ミハイル3世はヴィディンに向かい、ヴィディンに至った後に南下したが、多くの歴史家たちはミハイル3世がヴィディンに向かった理由を兄弟のベラウルの軍と合流するためだと考えている。しかし、ブルガリア軍と東ローマ軍との連携は不足しており、ヴェルブジュド（現在のキュステンディル）近郊で15,000のセルビア軍と遭遇する。双方とも援軍の到着を期待し、ミハイル3世とウロシュ3世は会談の場をもち、1日の休戦に合意した。休戦協定が結ばれた後、ミハイル3世は軍隊を分散して不足していた食糧を捜索させる。
しかし、1330年7月28日の朝、セルビア軍の本隊の元に王子ステファン・ドゥシャンが率いるカタルーニャ騎兵隊が合流すると、セルビア軍は協定を破ってブルガリアに攻撃をかけた。不意の攻撃にもかかわらず、ミハイル3世は軍隊の秩序を回復させるがすでに遅く、戦闘はセルビアの勝利に終わった。
この戦闘の結果、ブルガリアは領土を喪失することは無かったものの、新たなバルカン半島の勢力図が形成され、セルビアはマケドニアの大部分を手中に収めた。

### 最期
ミハイル3世の遺体は、スタロ・ナゴリチャネの聖ゲオルギオス教会（en）に埋葬された。彼が没した当時の状況は不明確であり、史料によって諸説分かれている。
ヨハネス6世カンタクゼノスは、ミハイル3世は戦闘で致命傷を負って間もなく没したと記している。しかし、別の東ローマの歴史家は、ミハイル3世は3日の間意識を失い、4日目に没したと述べている。
また、セルビアの年代記には、ミハイル3世が戦闘中に落馬して負傷したことが記述されている。年代記はミハイル3世の遺体と対面したウロシュ3世がミハイル3世の死を悼み、彼が平和よりも戦争を好んだことを批判したと伝えている。
15世紀初頭のブルガリアの学者・聖職者であるグリゴリイ・ツァンブラクは、ミハイル3世はステファン・ドゥシャンによって捕殺されたと推測した。

## 家族
- アンナ・ネダ - 最初の妻。セルビア王ステファン・ウロシュ2世ミルティンの娘。ミハイル3世は彼女との間に数人の子をもうけた。
  - イヴァン・ステファン - ブルガリア皇帝。
  - ミハイル - 短期間ヴィディンを支配した[36]。
  - シシュマン（en）
- テオドラ・パレオロギナ - 2番目の妻。ブルガリア皇帝テオドル・スヴェトスラフの未亡人であり、ビザンツ皇帝ミカエル9世パレオロゴスの娘にあたる。ミハイル3世との間に数人の子をもうけたが、子の名前は不明である。